# Дьяконов, Дмитрий Алексеевич
Дми́трий Алексе́евич Дья́конов (22 августа 1917 года, Моршанск — 29 августа 1987 года, Москва) — советский дипломат. Чрезвычайный и полномочный посланник I класса.

## Биография
- В 1947—1950 годах — сотрудник центрального аппарата МИД СССР.
- В 1950—1955 годах — сотрудник посольства СССР в Аргентине.
- В 1955—1958 годах — сотрудник центрального аппарата МИД СССР.
- В 1958—1959 годах — сотрудник посольства СССР в Аргентине.
- В 1959—1961 годах — сотрудник центрального аппарата МИД СССР.
- В 1961—1969 годах — сотрудник аппарата ЦК КПСС.
- В 1969—1971 годах — сотрудник посольства СССР в Мексике.
- В 1971—1975 годах — сотрудник центрального аппарата МИД СССР.
- В 1975—1978 годах — советник-посланник посольства СССР в Гвинее-Бисау.
- С 18 сентября 1978 по 29 августа 1981 года — чрезвычайный и полномочный посол СССР в Сан-Томе и Принсипи[1].